# Pseudobottegia freyi
Pseudobottegia freyi là một loài bọ cánh cứng trong họ Cerambycidae.